# Ramón Masferrer y Arquimbau
Ramón Masferrer y Arquimbau (Vich, Barcelona, 15 de mayo de 1850 - Cotabato, Filipinas, 5 de abril de 1884) fue un médico militar español. Realizó concienzudas exploraciones botánicas sobre la flora de la comarca barcelonesa de Osona, Canarias y Filipinas, dónde muere a los 34 años de una epidemia de cólera cuando trabajaba como médico en el Hospital de Cotabato en Mindanao (Filipinas).

## Algunas publicaciones[1]
- "Miscelánea científica popular. Artículo 1º. Que trata del objeto y plan de estas revistas científico-populares y algunas noticias sobre los cometas". Diario de Vich 49 (1877): 405-407
- "Miscelánea científica popular. Artículo 2º. En el que se prosigue el asunto en el anterior empezado sobre los cometas, dando a conocer algunas teorías sobre la constitución o naturaleza de los mismos y se termina anunciando el objeto de la próxima revista". Diario de Vich 64 (1877): 528-530
- "Recuerdos botánicos de Vich; o sea, Apuntes para el estudio de la Flora de la comarca de Cataluña llamada Plana de Vich". Anales de la Sociedad Española de Historia Natural VI (1877): 359-398
- "Sucinta noticia de una excursión al pico de Teyde". Anales de la Sociedad Española de Historia Natural VIII (1879): 27-34
- "Recuerdos botánicos de Tenerife; o sea datos para el estudio de la flora canaria". Anales de la Sociedad Española de Historia Natural IX (1880): 309-370; X (1881): 139-230, XI (1882): 307-398
- "Noticia histórica y descriptiva del Jardín Botánico de la Orotava, con un proyecto de reforma". Santa Cruz de Tenerife: Imprenta de Francisco C.H. 1881
- "Descripción de la flor y del fruto del Lotus berthelotti (Peliorhincus berthelotti)". Anales de la Sociedad Española de Historia Natural X (1881): 429-432
- Gabinete científico de Santa Cruz de Tenerife. Noticia histórica y descripción del Jardín botánico de la Orotava con un proyecto de su reforma. 1ª parte. Santa Cruz de Tenerife, 1881
- Catálogo razonado de la flora de Tenerife y notas sobre la flora de todo el Archipiélago canario, Madera y demás islas de aquella región botánica [sin fecha]
- "El Jardín Botánico de la Orotava". Crónica Científica 112 (1882): 361-369; 113 (1882): 392-399; 114 (1882): 414-417; 115 (1882): 335-342; 116 (1882): 460-467, 117 (1882): 491-497
- "Los laureles de las islas Canarias". Crónica Científica (1882)
- "Segundo ramillete de plantas Canarias. Ortigas, Ortigones y yerbas ratoneras". Crónica Científica 133 (1883): 268-274; 134 (1883): 293-298; 135 (1883): 318-324; 136 (1883): 345-348; 137 (1883): 364-367, 139 (1883): 407-413
- "Plantas espontáneas de los alrededores de Caldetas". Crónica Científica 147 (1884): 17-19
- La abreviatura «Masf.» se emplea para indicar a Ramón Masferrer y Arquimbau como autoridad en la descripción y clasificación científica de los vegetales.[2]